# Parole de flic
Pour les articles homonymes, voir Parole (homonymie).
Pour plus de détails, voir Fiche technique et Distribution.
Parole de flic  est un film policier français réalisé par José Pinheiro, sorti en 1985.

## Synopsis
Daniel Pratt a quitté la police il y a 10 ans et est parti en Afrique. Sa fille est restée en France et a été victime d’un escouade secrète qui a commis un crime de vol par son petit ami, qui voulait arrêter les criminels de Lyon en les exécutant et les a abattus sans plus attendre. Pratt revient pour trouver les meurtriers de sa fille. La jeune inspectrice Sabine Clément se voit confier l’affaire et l’observe à la demande de son supérieur et ami de longue date de Pratt, Stéphane Rainer.
Pratt enquête par lui-même et apprend d’un trafiquant d’armes bien connu que les armes du crime (fusils SPAS-12) ont été remises à Abel au stand de tir de la police. Lorsque le gang entreprend à nouveau de tuer des criminels, Pratt est là et parvient à démasquer l’un des hommes avant qu’il ne s’échappe. Il le traque et le renverse pour découvrir les noms des copains. Abel tue le confident blessé à l’hôpital.
Pratt trouve l’un après l’autre et le gang est décimé. Ce faisant, il échappe à plusieurs tentatives d’assassinat. Lorsque le gang entre dans la maison de l’inspecteur Clement pour le chercher, elle est abattue. Finalement, il recherche le dernier homme à côté d’Abel et tombe dans un piège tendu par la police. Il apprend que l’information provient de Stéphane Rainer et parvient à s’échapper grâce à un otage. Au cours de la poursuite qui s’ensuit, il tombe dans une rivière, après quoi la police suppose sa mort. Pendant ce temps, Rainer s’avère être le cerveau du commando et tire sur Abel quand il n’a plus besoin de lui.
Pratt apprend de la femme de Rainer que Rainer est allé au cirque avec son fils. Pratt se glisse dans le rôle d’un clown ivre, qu’il a maîtrisé dans sa voiture. En tant que tel, il met Rainer en son pouvoir lors d’un tour de magie. De retour dans la voiture, Rainer lui avoue qu’il voulait se battre contre les criminels parce qu’il se sentait si impuissant en tant que policier. La mort de la fille de Pratt n’était pas prévue. Pratt décide de ne pas tuer Rainer après tout, et part sans son pistolet. Rainer le suit et le vise, mais à la fin se tire une balle.

## Fiche technique
- Titre original : Parole de flic
- Réalisation : José Pinheiro, assisté de Frédéric Blum
- Scénario : Philippe Setbon, puis Frédéric H. Fajardie[1]
- Adaptation : Alain Delon, Frédéric H. Fajardie et José Pinheiro
- Décors : Théobald Meurisse
- Costumes : Marie-Françoise Perochon
- Photographie : Jean-Jacques Tarbès
- Son : Louis Gimel et Jean-Paul Loublier
- Montage : Claire Pinheiro
- Musique : Pino Marchese
- Production : Jacques Bar et Alain Delon
- Société de production : Adel Productions
- Société de distribution : Pathé Films
- Pays d'origine :  France
- Format : couleur (EastmanColor) - son mono -  35 mm
- Genre : policier
- Durée : 98 minutes
- Date de sortie :
  - France : 21 août 1985
- Film interdit aux moins de 12 ans lors de sa sortie en salles en France
- Affiche : Michel Landi (France)

## Distribution
- Alain Delon : Daniel Pratt
- Jacques Perrin : Stéphane Reiner
- Fiona Gélin : Sabine Clément
- Éva Darlan : Dominique Reiner
- Jean-François Stévenin : Sylvain Dubor
- Stéphane Ferrara : Abel Salem
- Vincent Lindon : Dax
- Sacha Gordine : l'adjoint de Dax
- Dominique Valera : Brice
- Jean-Yves Chatelais : Remy
- Jean-Philippe Lafont : Ranko
- Aurelle Doazan : Mylène
- Anne Roussel : l'infirmière
- Marc Andreoni : le dealer
- Bertrand Migeat : Ivan
- Frédéric Deban : le jeune homosexuel
- Véronique Saoudi : la strip-teaseuse
- Mouss Diouf (non crédité)
- Guy Viltard : Luis

## Production

### Développement
Parole de flic marque le retour d'Alain Delon au cinéma d'action après une période de quelques années consacrée à des œuvres plus intimistes.

### Tournage
Le tournage a lieu à Lyon et dans sa périphérie, ainsi qu'en République populaire du Congo pour les scènes africaines, avec la collaboration de Sébastien Kamba. Quant à la scène dans la discothèque, elle se déroule au Navy Club, un établissement situé dans le 13e arrondissement de Paris.
Pour les séquences dans les cités, le réalisateur aurait souhaité que le film soit tourné aux Minguettes, quartier de Vénissieux en banlieue lyonnaise qui commençait à faire parler de lui pour ses problèmes sociaux et de délinquance. Le maire ayant refusé, pour ne pas dégrader davantage l'image du quartier (de même qu'il avait refusé l'utilisation du nom "les Minguettes"), le film fait donc référence a un quartier sensible appelé... "les Magrettes".

### Musique
Les musiques entendues sont Shine on Dance d'Alberto Carrara, puis Let the Night take the Blame de Lorraine McKane.
La chanson du générique de fin I don't know est interprétée par Alain Delon et Phyllis Nelson.

## Accueil
Parole de flic compte 2 517 875 entrées au box-office France 1985, devançant le James Bond de l'année, Dangereusement vôtre.

### Documentation
- La chronique de Nanarland : Parole de flic
- Le cinéma du quartier : Parole de flic